# Friedrich Weidling

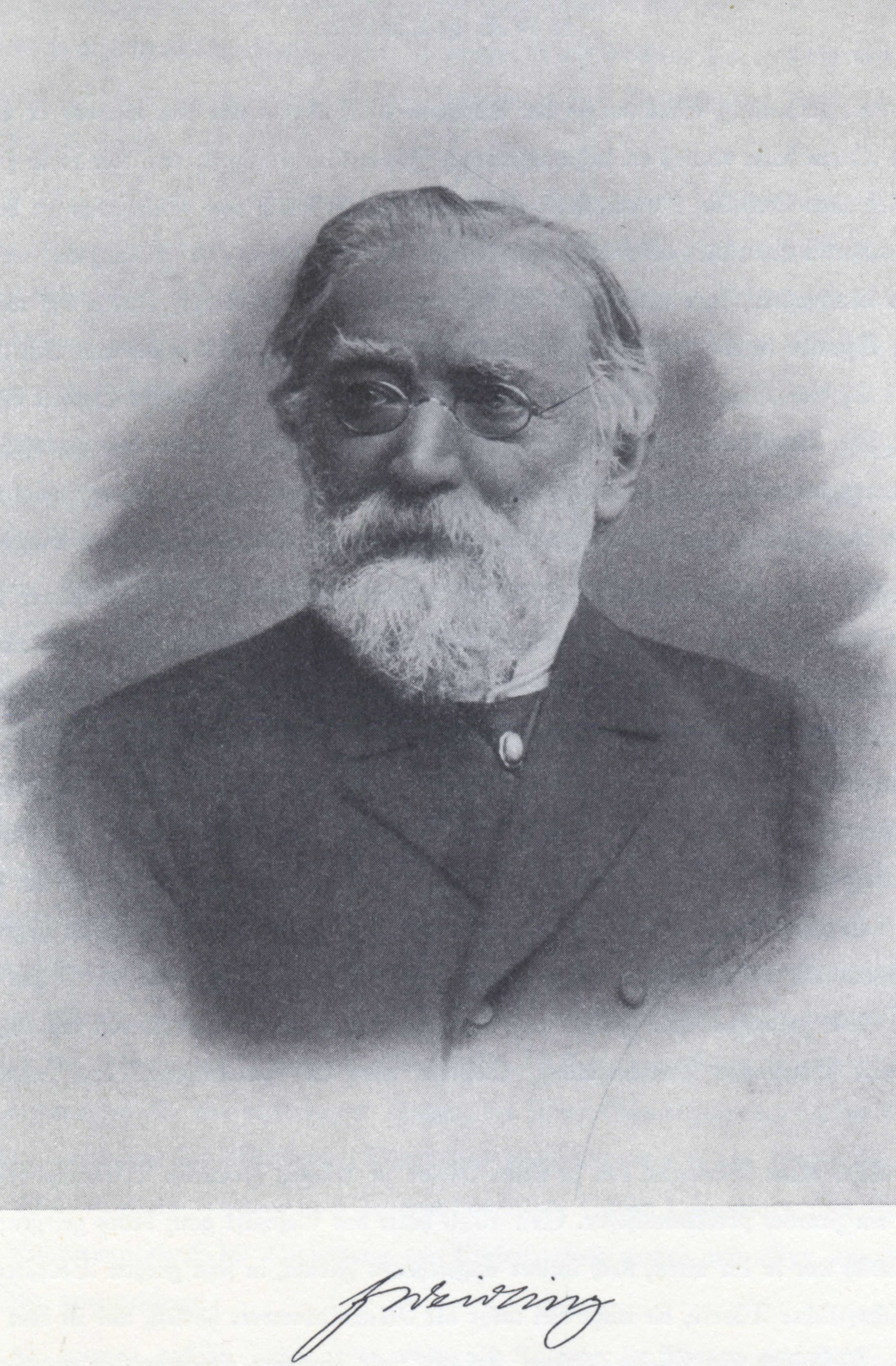
Friedrich Weidling, Porträt und Signatur

August Friedrich Wilhelm Weidling (* 6. April 1821 in Brandenburg an der Havel; † 22. Februar 1902 in Berlin) war ein deutscher Verleger.

## Leben
Weidling war der Sohn eines armen Handwerkers und konnte erst durch die Förderung seines Stiefvaters nach der zweiten Heirat seiner Mutter das Köllnische Realgymnasium in Berlin besuchen. Die Mittel des Stiefvaters reichten jedoch nicht, um Weidling das Abitur machen zu lassen. Daher musste er das Gymnasium vorzeitig verlassen und machte ab 1837 eine Lehre als Schriftsetzer. 1844 wanderte er von Berlin nach Straßburg und Paris, wo er in einer Buchdruckerei arbeitete. 1846 zog er weiter nach London, wo er bis 1849 in einer Buchdruckerei arbeitete. Ab 1850 arbeitete er in Berlin, Posen und Stuttgart in verschiedenen Buchdruckereien und Buchhandlungen. 1854 legte er das staatliche Buchdruckerexamen ab, später auch das staatliche Buchhändler-Examen. Nachdem er von 1854 bis 1859 als technischer Leiter in der Druckerei der „Volkszeitung“ war, kaufte er im August 1859 die Buchhandlung Haude und Spener, deren Name er in „Haude & Spener“ änderte. 1864 hörte Weidling einen Vortrag des Berliner Oberlehrers Georg Büchmann über „landläufige Zitate“. Er konnte Büchmann überreden, den Vortragstext zu erweitern und als Buch herauszugeben. Die „Geflügelten Worte“ erschienen 1864 in erster Auflage und wurden ein großer Erfolg, ebenso wie der Band „Der Treppenwitz der Weltgeschichte“ von William Lewis Hertslet.
Weidling war seit 1854 mit Caroline Charlotte, geb. Schulze verheiratet. Der gemeinsame Sohn, Konrad, wurde am 1. Oktober 1889 Teilhaber der Firma „Haude und Spener'sche Buchhandlung (F. Weidling)“ und übernahm sie 1890 vollständig.